# Kbel (ort i Tjeckien, Plzeň)
Kbel är en ort i Tjeckien.   Den ligger i regionen Plzeň, i den västra delen av landet, 100 km sydväst om huvudstaden Prag. Kbel ligger 449 meter över havet och antalet invånare är 279.
Terrängen runt Kbel är platt åt sydost, men åt nordväst är den kuperad. Terrängen runt Kbel sluttar västerut. Runt Kbel är det ganska glesbefolkat, med 31 invånare per kvadratkilometer. Närmaste större samhälle är Klatovy, 12,0 km söder om Kbel. Omgivningarna runt Kbel är en mosaik av jordbruksmark och naturlig växtlighet.